# Frode Estil
Frode Estil (Lierne, 31 mei 1972) is een voormalig Noors langlaufer. Zijn grootste triomfen vierde hij op de langere afstanden en dan met name in de vrije stijl. Tijdens zijn carrière, tussen 1996 en 2007 won hij twee gouden medailles op Olympische Winterspelen en vier wereldtitels. Sinds 2007 werkt hij in het onderwijs als leraar en trainer in Meraker in de provincie Trøndelag.
1992: Bjørn Dæhlie ·
1994: Bjørn Dæhlie ·
1998: Thomas Alsgaard ·
2002: Thomas Alsgaard / Frode Estil ·
2006: Jevgeni Dementjev ·
2010: Marcus Hellner ·
2014: Dario Cologna ·
2018: Simen Hegstad Krüger ·
2022: Aleksandr Bolsjoenov
1936: Nurmela, Karppinen, Lähde, Jalkanen ·
1948: Östensson, Täpp, Eriksson, Lundström ·
1952: Hasu, Lonkila, Korhonen, Mäkelä ·
1956: Terentjev, Koltsjin, Anikin, Koezin ·
1960: Alatalo, Mäntyranta, Huhtala, Hakulinen ·
1964: Asph, Jernberg, Stefansson, Rönnlund ·
1968: Martinsen, Tyldum, Grønningen, Ellefsæter ·
1972: Voronkov, Skobov, Simasjov, Vedenin ·
1976: Pitkänen, Mieto, Teurajärvi, Koivisto ·
1980: Rotsjev, Bazjoekov, Beljajev, Zimjatov ·
1984: Wassberg, Kohlberg, Ottosson, Svan ·
1988: Ottosson, Wassberg, Svan, Mogren ·
1992: Langli, Ulvang, Skjeldal, Dæhlie ·
1994: Albarello, Vanzetta, De Zolt, Fauner ·
1998: Sivertsen, Jevne, Dæhlie, Alsgaard ·
2002: Alsgaard, Estil, Skjeldal, Aukland ·
2006: Valbusa, Di Centa, Piller Cottrer, Zorzi ·
2010: Richardsson, Olsson, Södergren, Hellner ·
2014: Nelson, Richardsson, Olsson, Hellner ·
2018: Tønseth, Sundby, Krüger, Klæbo ·
2022: Tsjervotkin, Bolsjoenov, Spitsov, Oestjoegov